# Durere toracică
Durerea toracică poate fi un simptom a mai multor afecțiuni grave și se consideră în general o urgență medicală. Chiar dacă poate fi stabilit că durerea este non-cardiacă la origine, acest lucru este adesea un diagnostic de excludere făcut după ce s-au exclus cauze mai multe cauze grave ale durerii.

## Diagnostic diferențial
Cauzele din gama de durerilor toracice acoperă toată gama de la non-grave la grave, care pun la viața în pericol.

### Cardiovascular
- sindrom coronarian acut
- angină pectorală instabilă
- infarct miocardic
- disecție aortică
- pericardită și tamponadă cardiacă
- aritmie cardiacă
- angină pectorală instabilă etc.

### Pulmonar
- embolie pulmonară
- pneumonie
- hemotorax
- pneumotorax
- pleurezie etc.

### Gastrointestinal
- reflux gastro-esofagian
- hernie hiatală
- acalazie
- dispepsie etc.

### Perete toracic
- costocondrită
- probleme ale nervului spinal
- fibromyalgia
- radiculopatia
- zona zoster
- tuberculoză,etc.

### Psihologic
- atac de panică
- anxietate
- depresie clinică
- tulburări somatice
- ipohondrie etc.

### Altele
- sindrom de hiperventilație
- sarcoidoză
- otrăvire cu plumb etc.